# 국동석
국동석(1976년 ~ )은 대한민국의 영화 감독이다. 영화 《그놈 목소리》의 조감독이었고, 2013년 장편 《공범》의 감독으로서 데뷔했다.

## 데뷔
- 2013년 영화 공범 연출

## 작품목록

### 영화
- 감독
- 2013년 《공범》

- 조감독
- 2005년 《너는 내 운명》
- 2007년 《그놈 목소리》 ... 택시 운전수 역
- 2009년 《내 사랑 내 곁에》

-각본
- 2013년 《공범》

-각색
- 2009년 《내 사랑 내 곁에》

-출연
- 2004년 《욕망》 ... 신랑 역
- 2006년 《국경의 남쪽》
- 2007년 《그놈 목소리》 ... 택시 운전수 역

-스텝
- 2003년 《이중간첩》
- 2004년 《하류인생》